# Vuitanta-u
El vuitanta-u o huitanta-u és un nombre natural que segueix el vuitanta i precedeix el vuitanta-dos. S'escriu 81 o LXXXI segons el sistema de numeració emprat. El 81 és el quadrat de 9.

## En altres dominis
- És el nombre atòmic del tal·li.
- Designa l'any 81 i el 81 aC
- És el codi telefònic internacional del Japó.
- És un nombre de Proth.